# DSDP 366
Koordinaten: 5° 40′ 41″ N, 19° 51′ 5″ W
DSDP 366 war eine Forschungsbohrung im Rahmen des Deep Sea Drilling Project mit Zielsetzung der geologischen Erkundung der Sierra-Leone-Schwelle im östlichen Nordatlantik.

## Lagebeschreibung
Die Bohrung, die zur DSDP-Kampagne 41 (engl. Leg 41) zählt, wurde zwischen dem 22. Februar und 1. März 1975 vom Bohrschiff Glomar Challenger aus vorangetrieben. Es wurden zwei Löcher gebohrt – DSDP 366 auf der Bohrposition 5°40,7'N und 19°51,1'W sowie 366 A nur unweit weiter nordwestlich. Die beiden Bohrungen liegen rund 800 Kilometer südwestlich von Freetown. Der Meeresboden wurde in 2860 Meter Wassertiefe angetroffen. Die Bohrung 366 durchfuhr 850,5 Meter an Sedimenten (wovon 582 Meter bekernt wurden), 366A nur 367 Meter.
Die Sierra-Leone-Schwelle trennt das Kapverdische Becken im Norden vom Sierra-Leone-Becken im Süden. Über die Natur der Kruste im tieferen Untergrund der Schwelle war vor der Bohrung nichts bekannt und magnetische Anomalien fehlten. Es wurde davon ausgegangen, dass auf der Schwelle eine vollständige, sedimentäre Abfolge des Tertiärs und der Oberkreide angetroffen werden konnte, die nicht von Turbiditströmen beeinflusst und aufgrund der relativ geringen Wassertiefe oberhalb der Kalzitkompensationstiefe (CCD) abgelagert worden war. Zielsetzung der Bohrung war neben der Erstellung eines möglichst vollständigen Profils die Erkundung des Subsidenzverlaufs der Schwellenregion, um somit dessen Einfluss auf die Tiefenzirkulation (möglicherweise hatte die Schwelle in der geologischen Vergangenheit die Tiefenzirkulation zwischen Nord- und Südatlantik unterbunden). Auch erhoffte man, eventuell die (ozeanische?) Kruste anzufahren.
Vor der Bohrung war bereits 180 Kilometer weiter ostnordöstlich die Bohrung DSDP 13 der Kampagne 3 (engl. leg 3) erfolgt, die in 4588 Meter Wassertiefe auf eine kleine Erhebung an der Ostflanke des Sierra-Leone-Rückens traf und bis in Schichten der Oberkreide vordrang. Das Neogen bestand hier aus Karbonatschlämmen und Tonen, das Eozän aus Radiolarienschlämmen und Chert und die Oberkreide aus Chert, Kalk und Schieferton. Reflexionsseismisch war in unmittelbarer Nähe der geplanten Bohrstelle vom Forschungsschiff Vema ein Profil (Vema 30) erstellt worden, das die horstartige Natur der Schwelle (mit steilem Südostabbruch) zu erkennen gab.
Die Sierra-Leone-Schwelle erstreckt sich vom weit nach Südwesten vorragenden Schelfbereichs des Guinea-Plateaus ausgehend in südwestlicher Richtung bis hin zur Ost-West-streichenden Sankt-Paul-Bruchzone. Eine Nordwest-Südost ausgerichtete Tiefseerinne, die wahrscheinlich den Verlauf der Guinea-Bruchzone markiert, trennt sie jedoch eindeutig vom Schelf Westafrikas ab. Entlang der 4000-Meter-Tiefenlinie hat die Schwelle eine Längserstreckung von rund 800 Kilometer und eine maximale Breite von 400 Kilometer. Morphologisch wird sie an ihrem Nordostende von einer Südwest-streichenden Rinne in zwei Teilbereiche unterteilt – in einen durch Aufbrüche des tieferen Untergrundes stark zerklüfteten Nordostabschnitt und in einen leicht nach Nordwesten verkippten, pultschollenartigen Südwestabschnitt, der zwischen 2700 und 2900 Meter Wassertiefe liegt und auf dem die Bohrung niedergebracht wurde.

## Erbohrte Stratigraphie
Die Auswertung der Bohrkerne ergab ein stratigraphisches Profil, in dem sich folgende Einheiten – vorwiegend pelagische Karbonate – unterscheiden lassen (von jung nach alt):
| Einheit   | Mächtigkeit | Gesteinstyp                                                                      | Kalkgehalt  | Alter                                |
| --------- | ----------- | -------------------------------------------------------------------------------- | ----------- | ------------------------------------ |
| Einheit 1 | 136 m       | Nannofossilmergel und Nannoschlämme                                              | 62 bis 83 % | Pleistozän bis Mittleres Miozän      |
| Einheit 2 | 344 m       | Zyklisch wechsellagernde Nannoschlämme/Kreide und Mergel/pelagische Tone         | 14 bis 83 % | Mittleres Miozän bis Mittleres Eozän |
| Einheit 3 | 199,5 m     | Zyklisch wechsellagernde Nannokreiden mit Porzellaniten/Cherts oder Kieselkalken | 14 bis 92 % | Mittleres Eozän bis Unteres Eozän    |
| Einheit 4 | 171 m       | Kalke und Mergel                                                                 | 4 bis 72 %  | Unteres Eozän bis Oberkreide         |

## Interpretation der sedimentologischen Befunde
Die Bohrung durchfuhr wie auch bereits DSDP 13 das gesamte Känozoikum und die oberste Oberkreide. Die ozeanische Kruste wurde nicht angetroffen.
Die Einheit 1 besteht aus 18,5 Meter mächtigen Nannoschlämmen des Pleistozäns, 57 Meter mächtigen Nannoschlämmen, hellgrauen und grünlichen Nannomergeln und Foraminiferenschlämmen des Pliozäns und 50,5 Meter mächtigen, hellgrauen und grünlichen Nannomergeln, Nannoschlämmen und Foraminiferenschlämmen des Oberen Miozäns. Sie zeigt keinerlei diagenetische Überprägungen und nur minimale Kompaktion.
Nach einer Schichtlücke folgt diskordant die Einheit 2 aus dem Zeitraum Mittleres Miozän bis Mittleres Eozän. Das 16 Meter mächtige Mittlere Miozän ist aus Nannoschlämmen aufgebaut. Es wird vom 106 Meter mächtigen Unteren Miozän, bestehend aus kalkhaltigen, hellgrauen, grünlichen und gelblichen Tonen, Nannoschlämmen und Nannomergeln, unterlagert. Zwischen dem Mittleren und dem Unteren Miozän besteht ebenfalls eine Diskordanz. Das Oligozän mit einer Mächtigkeit von 161 Meter und das 57 Meter mächtige Obere Eozän ist aus Nannoschlämmen und pelagischen Tonen aufgebaut. Insgesamt zeichnet sich die Einheit 2 durch eine zyklische Wechsellagerung aus. Die zwischen 10 und 50 Zentimeter mächtigen Zyklen setzen sich aus Nannoschlämmen im Hangenden und Nannomergeln im Liegenden bzw. Nannoschlämmen im Hangenden und pelagischen Tonen im Liegenden zusammen, wobei die kalkreicheren Nannoschlämme eine größere Mächtigkeit ausbilden. Die Kontakte zwischen den einzelnen Zyklen sind scharf, der Übergang im Inneren gestaltet sich jedoch graduell. Die Nannoschlämme verfestigen sich im Unteren Oligozän (unterhalb 366 Meter Tiefe) und gehen dann in Kreiden über. Gelegentliche Hinweise auf Kompaktion sind vorhanden.
Auch Einheit 3 aus dem Zeitraum Mittleres bis Unteres Eozän zeichnet sich durch Zyklizität aus. In diesem Fall liegen Nannokreiden über Kieselkalken und Porzellaniten mit gelegentlichen Chertknollen. Individuelle Zyklen sind zwischen 25 und 40 Zentimeter mächtig, wovon die tonigen, kreidigen Kalke des Hangenden zwei Drittel und die Cherts, Porzellanite oder Kieselkalke ein Drittel beanspruchen. Chertknollen, wenn vorhanden, treten in den untersten 5 Zentimetern auf. Mit zunehmender Tiefe (ab 567 Meter) gewinnen dann Kieselkalke an Bedeutung. Anzeichen für Kompaktion häufen sich, Kalzitüberzüge bilden sich auf den Nannofossilien und Zementation durch Karbonat und Kieselsäure durchdringt das Sediment.
Einheit 4 schließlich aus der Zeitspanne Unteres Eozän bis Maastrichtium beginnt mit grüngrauen, tonhaltigen Kalken und hellgrauen Kieselkalken, um dann ab 776 Meter Tiefe in dünnschichtige, olivgraue, stärker zementierte Mergel überzugehen. Die Mergel sind durchwühlt und besitzen 2 bis 4 Zentimeter mächtige tonige Zwischenlagen. Zu Beginn des Paläozäns erscheinen im Tiefenbereich 718 bis 746 Meter erstmals dünne Zwischenlagen und taschenartige Einschaltungen von als Restsedimenten (engl. lag deposits) gedeuteten, tonigen Kalkareniten, die sehr reich an durch Strömungsprozesse umgelagerten Foraminiferen sind. Die Einheit 4 ist bereits intensiv kompaktiert und zementiert, sperriger Kalzit verfüllt das Gehäuseinnere von Foraminiferen und die Nannofossilien zeigen weitgehende Überwachsungen von Kalzit.

## Ergebnisse der Bohrung
Die Bohrung erbrachte eine sehr vollständige und kontinuierliche, hochmarin-pelagische Abfolge des Känozoikums. Die abgelagerten Sedimente sind sehr homogen und bestehen weitgehend aus kalkhaltigen Mikrofossilien. Der insgesamt recht hohe Kalkgehalt (generell mehr als 60 %) spricht für ein Verbleiben der Sierra-Leone-Schwelle oberhalb der CCD während des Känozoikums. Terrigene Einträge sind unbedeutend und beschränken sich auf die Tonfraktion. Dies unterstreicht die permanente Isolierung der Sierra-Leone-Schwelle vom afrikanischen Festland. Die Sediment-Akkumulationsraten sind auf der Schwelle generell etwas höher als in benachbarten Tiefseebecken (wie z. B. im Kapverdischen Becken). Die höchste Akkumulation mit 56 Meter/Million Jahren erfolgte im Unteren Eozän und wird von einem Aufblühen der Kieselorganismen begleitet – Indiz für eine erhöhte organische Produktion in der photischen Zone. Niedrige Akkumulationsraten finden sich im Unteren Paläozän, im Unteren Oligozän und im Mittleren Miozän.
Die stetig erfolgende Sedimentation wird nur durch zwei Diskordanzen im Mittleren Miozän und durch kalkarenitische Restsedimente während des Oberen Paläozäns unterbrochen. Die Diskordanzen lassen sich durch komplette Lösung der Kalkschaler im Zusammenhang mit einem Anstieg der CCD erklären, welche für diesen Zeitraum beobachtet wurde. Auch Erosion und Lösung durch Tiefenströmungen ist denkbar.
Das Profil stellt ein Musterbeispiel für die mit der Tiefe zunehmende Kompaktion des Sedimentpakets dar. Die zyklischen Schwankungen im Kalkgehalt der Einheit 2 und 3 wurden auch im Südatlantik auf dem Walvisrücken (DSDP 363) und auf der Ceará-Schwelle (DSDP 354) angetroffen.

## Fossilinhalt
Die Bohrkerne enthielten reichlich Mikrofossilien bestehend aus benthischen und planktonischen Foraminiferen, kalkhaltigem Nannoplankton (Coccolithen), Dinoflagellaten, Radiolarien und Diatomeen.